# Andris Šics
Andris Šics (Sigulda, 12 maggio 1985) è uno slittinista lettone, vincitore della medaglia d'argento olimpica nel doppio a Vancouver 2010 e di due di bronzo a Soči 2014, una nel doppio e una nella staffetta mista; ha inoltre conquistato tre trofei di Coppa del Mondo nel doppio sprint.
È fratello di Juris, a sua volta slittinista di alto livello nonché suo compagno nel doppio.

## Biografia
Ha iniziato a gareggiare per la nazionale lettone nelle varie categorie giovanili in entrambe le specialità, ottenendo quale miglior risultato una vittoria nella classifica finale della Coppa del Mondo juniores nel 2003/04 nel doppio, in coppia con Lauris Bērziņš.

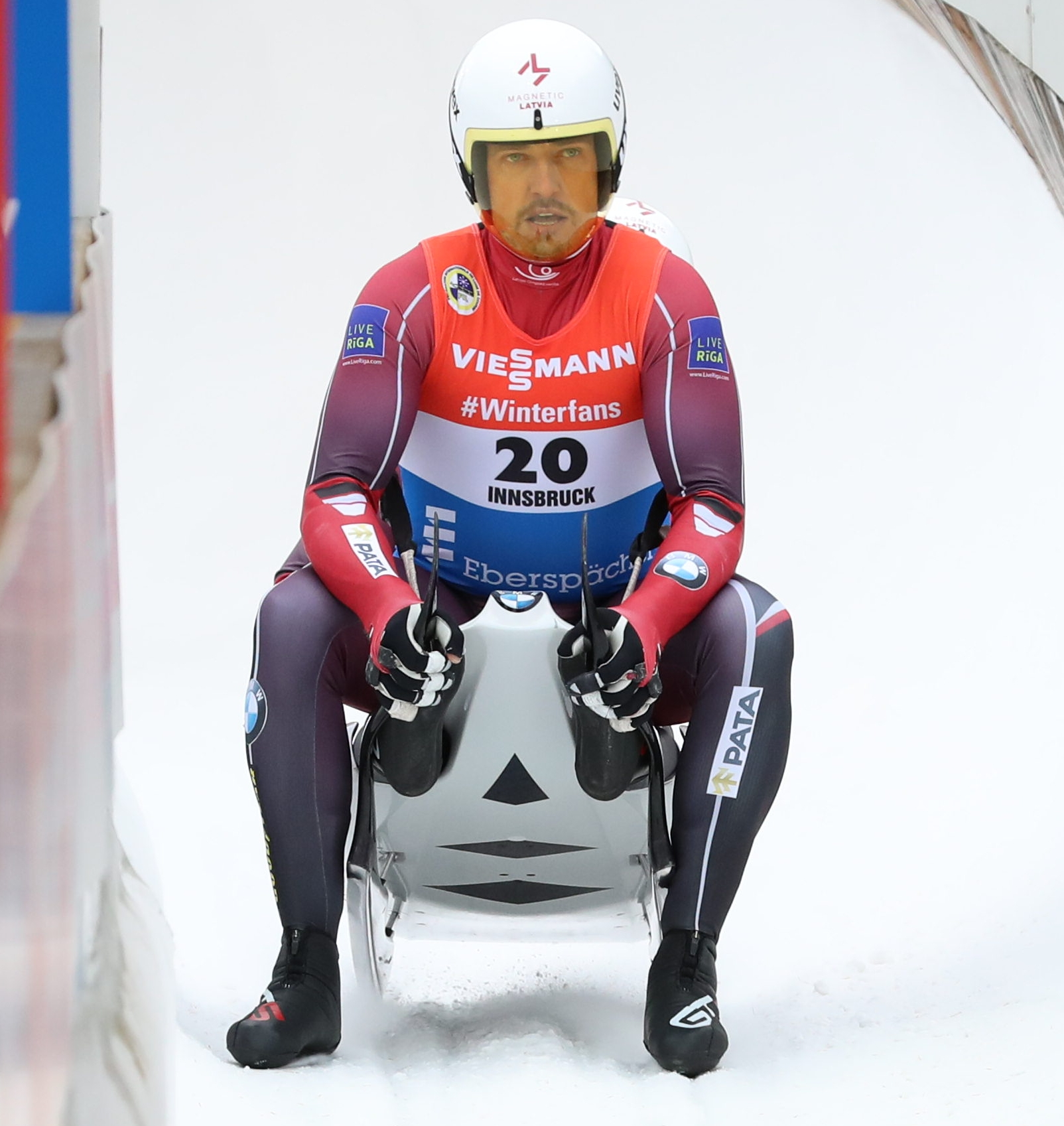
Šics a Innsbruck nel 2018

A livello assoluto ha esordito in Coppa del Mondo nella stagione 2002/03, gareggiando esclusivamente nel doppio. Ha conquistato il primo podio, nonché la prima vittoria, il 6 novembre 2005 nella gara a squadre a Sigulda disputando la frazione del doppio in coppia col fratello Juris, con il quale ha condiviso tutti i suoi più importanti risultati. Ha vinto la sua prima gara nella sua disciplina il 1º dicembre 2019 a Lake Placid, imponendosi nel doppio sprint e il 2 gennaio 2020 conquistò il primo successo nel doppio vincendo la gara di casa a Sigulda. In classifica generale, quale più importante piazzamento, è giunto al secondo posto nella specialità del doppio nel 2020/21 e ha conquistato il trofeo del doppio sprint nel 2017/18 e nel 2019/20.
Ha partecipato a quattro edizioni dei Giochi olimpici invernali: a Torino 2006 è giunto al settimo posto nel doppio, a Vancouver 2010 ha conquistato la medaglia d'argento nella prova biposto, preceduto da un'altra coppia di fratelli, gli austriaci Andreas e Wolfgang Linger, a Soči 2014 ha ottenuto la medaglia di bronzo sia nel doppio sia nella prova a squadre e a Pyeongchang 2018 ha concluso in sesta posizione la gara del doppio e quella a staffetta.
Ha altresì preso parte a ben quattordici edizioni dei campionati mondiali, aggiudicandosi in totale nove medaglie. Nel dettaglio i suoi risultati nelle prove iridate sono stati, nel doppio: decimo a Nagano 2004, decimo a Park City 2005, decimo a Igls 2007, diciottesimo a Oberhof 2008, diciannovesimo a Lake Placid 2009, medaglia di bronzo a Cesana Torinese 2011, nono ad Altenberg 2012, sesto a Whistler 2013, sesto a Sigulda 2015, quinto a Schönau am Königssee 2016, tredicesimo a Igls 2017, quinto a Winterberg 2019, decimo a Soči 2020 e medaglia di bronzo a Schönau am Königssee 2021; nel doppio sprint: quarto a Schönau am Königssee 2016, settimo a Igls 2017, quarto a Winterberg 2019, settimo a Soči 2020 e medaglia d'argento a Schönau am Königssee 2021; nelle prove a squadre: decimo a Park City 2005, sesto a Igls 2007, medaglia di bronzo a Oberhof 2008, medaglia di bronzo a Lake Placid 2009, settimo ad Altenberg 2012, medaglia di bronzo a Whistler 2013, settimo a Sigulda 2015, medaglia d'argento a Schönau am Königssee 2016, medaglia d'argento a Soči 2020 e medaglia di bronzo a Schönau am Königssee 2021.
Nelle rassegne continentali ha conquistato in totale quindici medaglie, di cui tre d'oro: una vinta nella specialità biposto a Sigulda 2021 e due colte nelle prove a squadre a Cesana Torinese 2008 e a Sigulda 2010; completano il suo palmarès continentale ulteriori quattro argenti e otto bronzi.

## Palmarès

### Olimpiadi
- 3 medaglie:
  - 1 argento (doppio a Vancouver 2010);
  - 2 bronzi (doppio, gara a squadre a Soči 2014).

### Mondiali
- 9 medaglie:
  - 3 argenti (gara a squadre a Schönau am Königssee 2016; gara a squadre a Soči 2020; doppio sprint a Schönau am Königssee 2021);
  - 6 bronzi (gara a squadre ad Oberhof 2008; gara a squadre a Lake Placid 2009; doppio a Cesana Torinese 2011; gara a squadre a Whistler 2013; doppio, gara a squadre a Schönau am Königssee 2021).

### Europei
- 15 medaglie:
  - 3 ori (gara a squadre a Cesana Torinese 2008; gara a squadre a Sigulda 2010; doppio a Sigulda 2021);
  - 4 argenti (gara a squadre a Sigulda 2014; gara a squadre ad Altenberg 2016; doppio a Sigulda 2018; gara a squadre a Sigulda 2021);
  - 8 bronzi (gara a squadre a Winterberg 2006; doppio, gara a squadre a Soči 2015; gara a squadre a Schönau am Königssee 2017; gara a squadre a Sigulda 2018; doppio, gara a squadre a Oberhof 2019; gara a squadre a Lillehammer 2020).

### Coppa del Mondo
- Miglior piazzamento in classifica generale nel doppio: 2º nel 2020/21 e nel 2021/22.
- Vincitore della Coppa del Mondo di specialità nel doppio sprint nel 2017/18, nel 2019/20 e nel 2021/22.
- 62 podi (26 nel doppio, 13 nel doppio sprint, 23 nelle gare a squadre):
  - 9 vittorie (3 nel doppio, 4 nel doppio sprint, 2 nelle gare a squadre);
  - 21 secondi posti (8 nel doppio, 6 nel doppio sprint, 7 nelle gare a squadre);
  - 32 terzi posti (15 nel doppio, 3 nel doppio sprint, 14 nelle gare a squadre).

#### Coppa del Mondo - vittorie
| Data             | Luogo       | Paese       | Disciplina                                                    |
| ---------------- | ----------- | ----------- | ------------------------------------------------------------- |
| 6 novembre 2005  | Sigulda     | Lettonia    | Gara a squadre con Juris Šics, Anna Orlova e Mārtiņš Rubenis  |
| 9 dicembre 2006  | Calgary     | Canada      | Gara a squadre con Juris Šics, Maija Tīruma e Mārtiņš Rubenis |
| 1º dicembre 2019 | Lake Placid | Stati Uniti | Doppio sprint con Juris Šics                                  |
| 25 gennaio 2020  | Sigulda     | Lettonia    | Doppio con Juris Šics                                         |
| 9 gennaio 2021   | Sigulda     | Lettonia    | Doppio con Juris Šics                                         |
| 24 gennaio 2021  | Innsbruck   | Lettonia    | Doppio sprint con Juris Šics                                  |
| 27 novembre 2021 | Soči        | Russia      | Doppio con Juris Šics                                         |
| 5 dicembre 2021  | Soči        | Russia      | Doppio sprint con Juris Šics                                  |
| 9 gennaio 2022   | Sigulda     | Lettonia    | Doppio sprint con Juris Šics                                  |

### Coppa del Mondo juniores
- Vincitore della Coppa del Mondo juniores nel doppio nel 2003/04.